# Stelian Stancu
Stelian Stancu (ur. 22 września 1981 w Tecuci) – rumuński piłkarz występujący na pozycji pomocnika w Xəzər Lenkoran, do którego przyszedł w 2010 roku z FC Brașov. W sezonie 2008/2009 wraz z tym klubem świętował wicemistrzostwo Rumunii.